# Passionnaire de Vaux
Le Passionnaire de Vaux (Vaux Passional) est un manuscrit enluminé, rédigé en français, de la fin du XVe et du début du XVIe siècles. Il est conservé à la Bibliothèque nationale du pays de Galles.
La première et plus importante partie du manuscrit s'intitule La Passion de nostre saulueur Jhesucrist, et s'étend des feuillets 1 à 185 (trente-six chapitres). La seconde partie, des feuillets 186 à 205, est un poème de Georges Chastelain, Le miroir de Mort.

## Structure
Le manuscrit est divisé en deux grandes parties.
La première, de trente-six chapitres (rassemblant les feuillets 1 à 185), est consacrée à la Passion du Christ. À l'intérieur de cette section, les huit premiers chapitres traitent de la Résurrection de Lazare, de l'Onction à Béthanie, de l'entrée de Jésus à Jérusalem, de la femme adultère et de la Cène. Les treize chapitres suivants narrent l'agonie à Gethsémani, la Passion proprement dite, la Crucifixion et la Mise au tombeau. Les quinze derniers évoquent la lamentation de Marie, la descente aux Enfers, la Résurrection, l'Ascension et la Pentecôte, mais aussi le siège de Jérusalem.
La seconde partie du manuscrit est un poème Georges Chastelain, Le miroir de Mort. Composé de 92 stances, ce poème religieux s'étend des feuillets 186 à 205. Il invite le lecteur ou la lectrice à méditer sur les plaisirs mondains pour mieux s'en défaire face à l'expérience de la mort,.

## Conservation
Le manuscrit est conservé à la Bibliothèque nationale du pays de Galles sous la cote Peniarth MS. 482 (avant la seconde Guerre mondiale, c'était sous la cote MS. 30).

## Miniatures
Les miniatures sont au nombre de 34 dans le style flamand. 

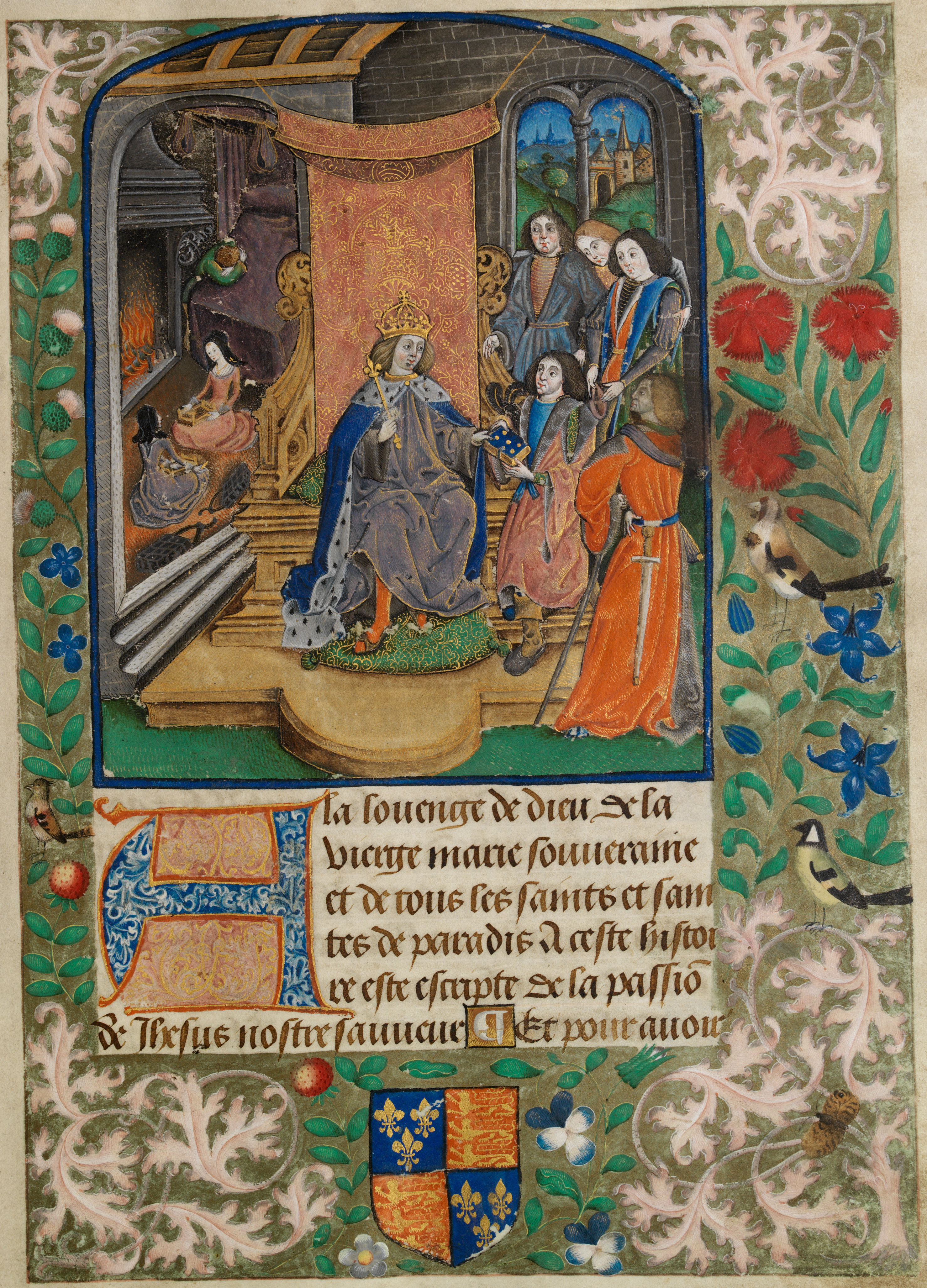
Feuillet 9 : page de présentation.
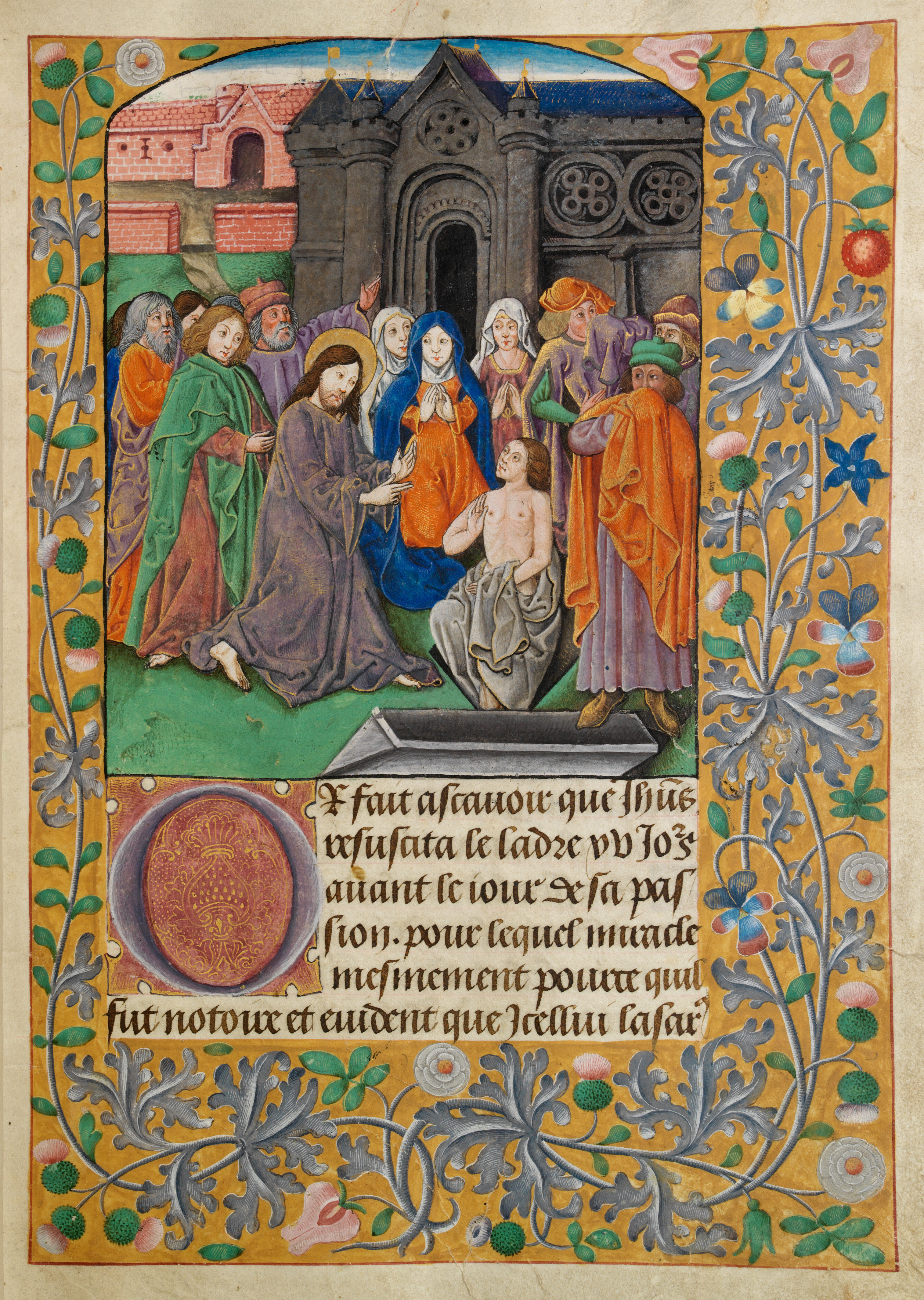
Feuillet 11 : la Résurrection de Lazare.
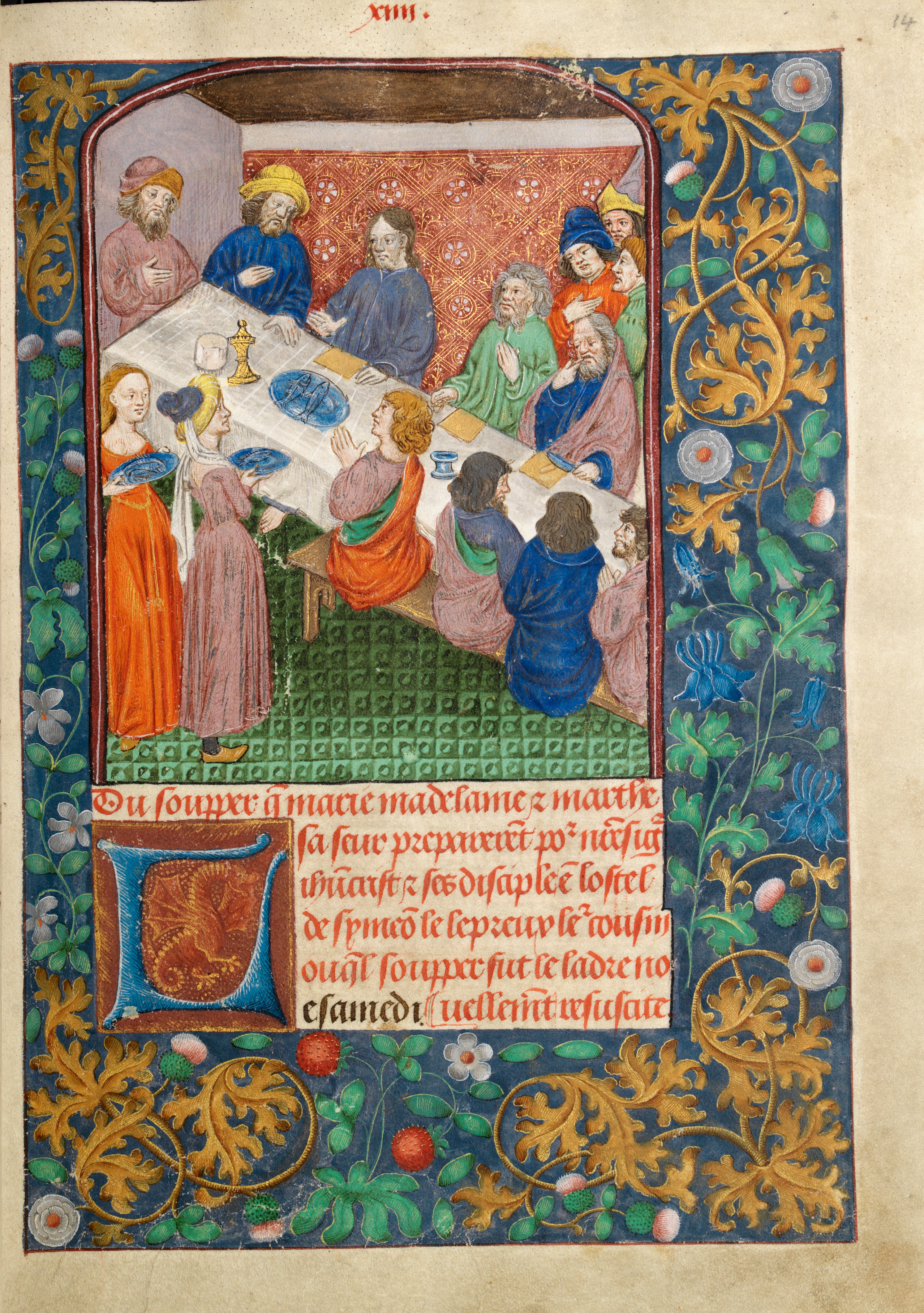
Feuillet 14 : le banquet chez Simon le pharisien
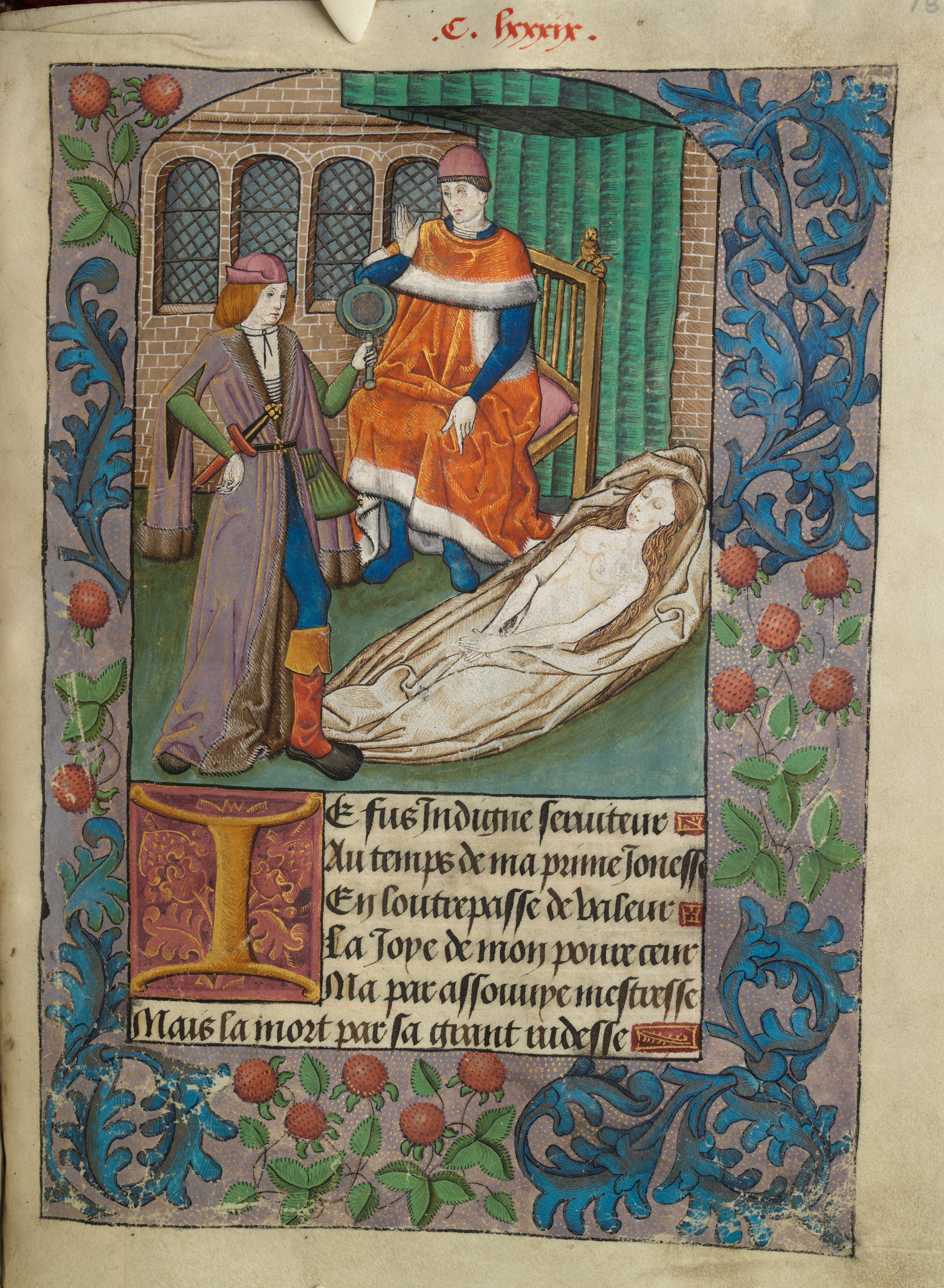
Feuillet 186 : Le Miroir de la Mort
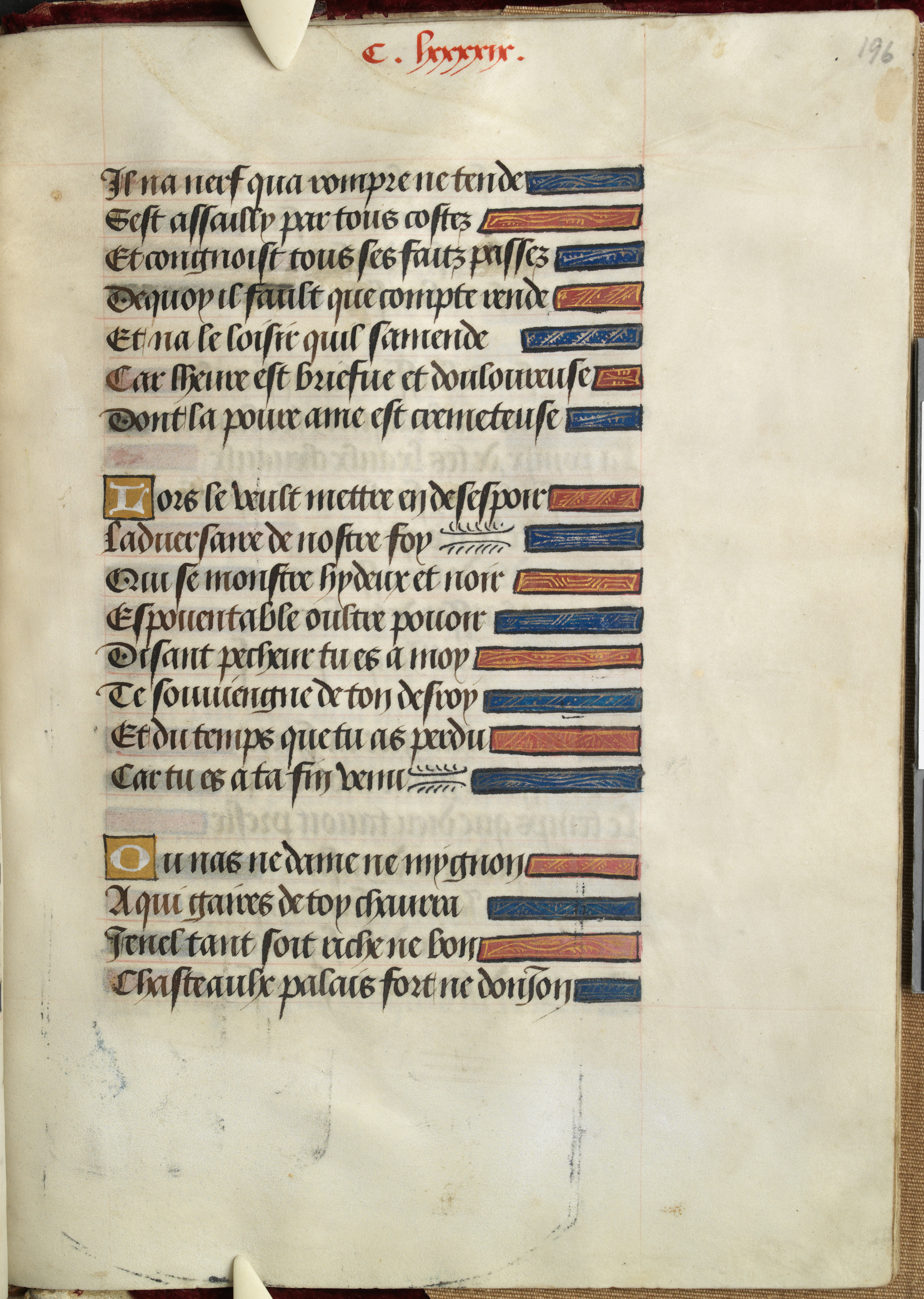
Feuillet 196.

Une caractéristique de ce livre est de comporter des illustrations sans rapport direct avec le sujet ni même l'époque biblique. Y est notamment représentée par exemple la mort d'Élisabeth d'York, mère du futur Henri VIII. Bien tendu, les sujets plus classiques liés à la Passion du Christ, en lien avec le texte, sont bien présentes.